# Olympische Sommerspiele 2000/Teilnehmer (Malediven)
| Gelbes Symbol für Goldmedaillen mit stilisierten Olympischen Ringen | Graues Symbol für Silbermedaillen mit stilisierten Olympischen Ringen | Braundes Symbol für Bronzemedaillen mit stilisierten Olympischen Ringen |
| ------------------------------------------------------------------- | --------------------------------------------------------------------- | ----------------------------------------------------------------------- |
| —                                                                   | —                                                                     | —                                                                       |

Die Malediven nahmen an den Olympischen Sommerspielen 2000 in der australischen Metropole Sydney mit vier Athleten, zwei Frauen und zwei Männern, in zwei Sportarten teil.
Seit 1988 war es die vierte Teilnahme des asiatischen Staates an Olympischen Sommerspielen.

## Teilnehmer nach Sportarten

### Leichtathletik
- Shamha Ahmed
Frauen, 100-Meter-Lauf: 12,87 s, Rang 8 im sechsten Vorlauf

- Naseer Ismail
Männer, 800-Meter-Lauf: 1:56,67 min, Rang 7 im fünften Vorlauf

### Schwimmen
- Fariha Fathimath
Frauen, 50 Meter Freistil: 32,36 s, Rang 69 insgesamt

- Hassan Mubah
Männer, 50 Meter Freistil: 28,86 s, Rang 73 insgesamt